# Лоренс Фішберн
Лоренс Фішберн (англ. Laurence Fishburne, повне ім'я Laurence John Fishburne III, *30 липня 1961, Аугусто, штат Джорджія, США) — американський актор, режисер, сценарист та продюсер.
В історію кінематографа Лоренс Фішберн увійшов як перший чорношкірий актор, що виконав головну роль в екранізації шекспірівської п'єси «Отелло» Олівера Паркера в 1995 році.

## Біографія
Рідний батько Лоренса (Ларрі) Фішберна (його теж звали Лоренс Фішберн) був офіцером у поліції моралі, мати викладала в школі. Батьки розлучилися, коли їхній син був ще маленьким. Мати і Ларрі переїхали в Бруклін, який Лоренс і вважає своїм рідним містом. Першим талант молодого Фішберна помітив його вітчим, професор англійської мови. Він порадив Хетті (своїй дружині й водночас матері талановитого хлопчика) відвести Ларрі в акторську студію. Та охоче погодилася і кілька років водила сина по різних театрах. Лоренс — шульга.
Першу свою роль у театрі молодий Фішберн зіграв у десять років. У 1975 році він отримав роль маленького хлопчика, який стає свідком вбивства свого кумира-баскетболіста в драмі «Зерно, граф і я» режисера Джозефа Мендьюка.
У чотирнадцять років, поки вчився в школі акторської майстерності у Нью-Йорку, збрехавши про свій вік, він знявся у фільмі Френсіса Форда Копполи «Апокаліпсис сьогодні», на зйомках якого і подружився з Деннісом Гоппером. Згодом знявся ще в трьох фільмах: «Бійцівська рибка», «Клуб«Коттон»» і «Сад каменів». Були роботи й з такими метрами кіно як Пол Мазурскі і Стівен Спілберг.
Про його роль батька, який намагається захистити свого сина від вуличного насильства у фільмі «Хлопці по сусідству» схвально відгукнулися і критики. Це поставило його в один ряд з найкращими акторами Голлівуду. Після участі у фільмі Фішберн змінив ім'я з «Ларрі» на «Лоренс».
У 1995 Фішберн шокував критиків і глядачів появою в екранізації «Отелло», де він зіграв головну роль. Це був перший випадок в американському кіно, коли Отелло грав чорношкірий актор. У тому ж році відбувся його дебют як театрального режисера і драматурга, де він представив публіці драму «Риф-Рафф» (Riff-Raff), яка розповідає про стосунки афроамериканця і білого наркомана.
Знявшись в трилогії «Матриця», Фішберн досяг світової слави. І дебютував як режисер: зняв авторське кіно «Один раз в житті» (Once in the Life). Міг зіграти Люціуса Фокса у трилогії Крістофера Нолана про Бетмена («Бетмен: Початок» тощо) замість Моргана Фрімена.
Від першого шлюбу з акторкою Хайно О. Мосс є двоє дітей: син Ленгстон (1987) і дочка Монтана (1991), яка нещодавно дебютувала у порнофільмах. У вересні 2002 року він одружився з акторкою Джиною Торрес, яка нещодавно народила сина.

## Фільмографія
- 1975 — Зерно, граф і я / Cornbread, Earl and me
- 1979 — Апокаліпсис сьогодні / Apocalypse Now
- 1982 — Жага смерті 2 / Death Wish 2
- 1983 — Бійцівська рибка / Rumble Fish
- 1984 — Клуб «Коттон» / Cotton Club, The
- 1985 — Кольори пурпура / Color Purple, The
- 1985 — «Брокер» / Quicksilver
- 1987 — Жах на вулиці В'язів 3: Воїни сну / Nightmare On Elm Street 3: The Dream Warriors, A
- 1987 — Сади каменів / Gardens of Stone
- 1987 — Черрі-2000 / Cherry 2000
- 1988 — Червона спека / Red Heat
- 1990 — Муштра / Cadence
- 1990 — Король Нью-Йорка / King Of New York
- 1991 — Колективний позов / Class Action
- 1991 — Хлопці по сусідству / Boyz N the Hood
- 1992 — Під прикриттям / Deep Cover
- 1993 — А при чому тут любов / What's love got to do with it
- 1993 — У пошуках Боббі Фішера / Searching for Bobby Fischer
- 1995 — Вища освіта / Higher Learning
- 1995 — Отелло / Othello
- 1995 — Справедливий суд / Just Cause
- 1995 — Погана компанія / Bad Company
- 1995 — Пілоти з Таскігі / Tuskegee Airmen, The
- 1996 — Втікачі / Fled
- 1997 — Гангстери / Hoodlum (також виконавчий продюсер)
- 1997 — Крізь обрій / Event Horizon
- 1998 — Закон вулиць / Always Outnumbered
- 1999 — Матриця / The Matrix — Морфей
- 2001 — Осмозіс Джонс / Osmosis Jones — Thrax
- 2003 — Матриця: Перезавантаження / The Matrix Reloaded — Морфей
- 2003 — Матриця: Революція / The Matrix Revolutions — Морфей
- 2003 — Байкери / Biker Boyz
- 2003 — Таємнича річка / Mystic River
- 2005 — Напад на 13-ту дільницю / Assault on Precinct 13
- 2006 — П'ять пальців / Five Fingers (також продюсер)
- 2006 — Місія нездійсненна 3 / Mission: Impossible III
- 2006 — Боббі / Bobby
- 2007 — Смерть та життя Боббі Зі / The Death and Life of Bobby Z
- 2007 — Черепашки ніндзя /T eenage Mutant Ninja Turtles(озвучення)
- 2007 — Фантастична четвірка 2: Вторгнення Срібного Серфера / Fantastic Four: Rise of the Silver Surfer (озвучення)
- 2008 — Двадцять одне / 21
- 2009 — Інкасатор / Armored
- 2010 — Хижаки / Predators
- 2011 — Зараза / Contagion
- 2013 — 2015 — Ганнібал / Hannibal
- 2013 — Колонія / The Colony
- 2013 — Людина зі сталі / Man of Steel
- 2014 — Шалений патруль / Ride Along
- 2014 — Темніють / Black-ish
- 2014 — Сигнал / The Signal
- 2015 — Глухий кут / Standoff
- 2016 — Бетмен проти Супермена / Batman v Superman: Dawn of Justice
- 2016 — Нікуди бігти / Standoff
- 2016 — Пробудження / Passengers
- 2017 — Джон Вік 2 / John Wick: Chapter Two
- 2018 — Наркокур'єр / The Mule
- 2018 — Людина-мураха та Оса / Ant-man and The Wasp
- 2019 — Джон Вік 3 / John Wick: Chapter 3 — Parabellum
- 2019 — Де ти поділась, Бернадетт? / Where'd You Go, Bernadette
- 2021 — Крижаний драйв / The Ice Road'
- 2022 — Усі старі ножі / All the Old Knives
- 2022 — Школа добра і зла / The School for Good and Evil
- 2023 — Джон Вік 4 / John Wick: Chapter 4'
- 2024 — Мегалополіс / Megalopolis
- 2024 — Прискорення / Slingshot
- 2024 — Трансформери: Початок / Transformers One
- 2025 — Аматор / The Amateur
- 2025 — Громовержці / Thunderbolts

## Комп'ютерні ігри
- The Matrix: Path of Neo — Морфей (єдиний актор зіграв і озвучив свого персонажа в грі)

## Відзнаки
Володар премії «Тоні» (за роль у виставі «Біг двох поїздів» /Two Trains Running Аугуста Вілсона).
Отримав Премію каналу «MTV» «Найкраща бійка» («Матриця», 1999 рік).
Отримав премію «NAACP Image Award» (Національна Асоціація сприяння прогресу кольорового населення США) в категорії «Найкращий актор» за роль Джейсона Стайлсе у фільмі «Хлопці по сусідству».
Неодноразово висувався на здобуття «Еммі» за роботу над телевізійними проєктами, за які також був відзначений і номінацій на «Золотий глобус». За роботу над театральними постановками має серію професійних призів.